# Álvaro Pereira
Pour les articles homonymes, voir Pereira.
Pour le footballeur portugais, voir Álvaro Pereira (football, 1904).
Álvaro Pereira, de son nom complet Álvaro Daniel Pereira Barragán, est un footballeur international uruguayen, né le 28 novembre 1985 à Montevideo (Uruguay). Ce défenseur (qui peut aussi jouer comme milieu de terrain) évolue au Club River Plate.
Il est surnommé « El Palito » (le bâton).

## Biographie

### En club
Né à Montevideo, Álvaro Pereira commence sa carrière au Miramar Misiones en 2003, rejoignant les rangs du club argentin de Quilmes AC deux ans plus tard. À la suite de la relégation de son club en Championnat Nacional-B à la fin de la saison 2006-2007 (34 matches disputés en 2 ans) , il signe pour Asociación Atlética Argentinos Juniors. Après un an seulement avec ce club de Buenos Aires (35 rencontres, 11 buts et un titre de meilleur buteur du championnat d'Ouverture), l'Uruguayen décide de franchir le pas et de partir jouer en Europe. Durant l'été 2008, et contre la somme de 2,5 millions d'euors, il rejoint la Roumanie et le CFR Cluj qui dispute cette saison-là la phase de groupe de la Ligue des Champions. Pereira disputent les 6 matches d'une poule difficile où se retrouvent également l'AS Rome, Chelsea et Bordeaux. Avec 4 points, Cluj est éliminé en poule mais l'Uruguayen est repéré par le FC Porto qui l'engage en juin 2009 contre 6,5 millions d'euros. À noter que durant sa saison roumaine, Pereira a décroché son premier trophée en club avec une victoire en Coupe de Roumanie face au Fotbal Club Politehnica Timișoara (3-0).
Le départ au FC Porto va permettre néanmoins à l'Uruguayen de réellement lancer sa carrière et remplir son palmarès. Évoluant comme défenseur latéral gauche, les Dragons finissent troisièmes lors de sa première saison mais remportent la Coupe du Portugal 2010 (face à GD Chavez (2-1). La saison suivante est la saison de tous les succès pour Porto et Pereira qui réalisent le quadruplé Super Coupe-Coupe du Portugal-Championnat-Ligue Europa. L'équipe d'André Villas-Boas ou évolue notamment Hulk, Radamel Falcao, ou James Rodríguez s'impose en Finale à Dublin face au SC Braga (1-0). Pereira dispute toute la partie sur le côté gauche de la défense au côté de Nicolás Otamendi.
Malgré une approche appuyée de Chelsea durant l'été 2012, l'Uruguayen prolonge son bail avec les bleus et blancs le 3 octobre 2011 (contrat jusqu'en 2016). Pourtant à la fin de la saison 2011-2012 et un nouveau titre de Champion, Pereira rejoint l’Inter Milan en août 2012 en compagnie de son coéquipier Fredy Guarín. Le montant du transfert est évalué à 10 millions d’euros (plus 5 millions d’euros de bonus). Durant sa première saison avec le club lombard, l'Uruguayen dispute 40 rencontres avec les Nerazzurri (dont 24 matches de championnat), notamment grâce à la blessure de son concurrent, Yuto Nagatomo en seconde partie de saison, malgré cela, les performances sont très décevantes. Mais l'arrivée de Walter Mazzarri à la tête de l'équipe envoie l'Uruguayen sur le banc au détriment du Brésilien Jonathan, auteur de bonnes performances dès l'entame du championnat au poste de latéral droit, ce qui confirme Yuto Nagatomo au poste de latéral gauche.

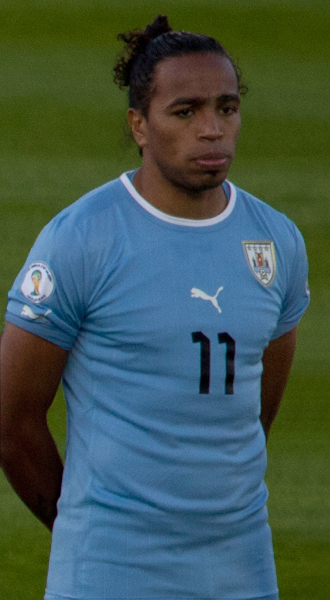
Alvaro Pereira avec l'uruguay en 2011.

Le 17 janvier 2014, il est prêté avec option d'achat au club brésilien de Sao Paulo.

### En sélection
Il fait ses débuts face à la France (0-0) en match amical le 19 novembre 2008. Lors de sa seconde sélection face à la Libye, il inscrit son premier but avec la Celeste (victoire 3-2).
Souvent remplaçant avec l'Uruguay lors des éliminatoires, il dispute les deux matches de barrages face au Costa Rica qui envoient son pays en Afrique du Sud pour la phase finale (1-0 ; 1-1). Lors de la Coupe du monde 2010 où la Celeste atteint les demi-finales, il s'impose comme titulaire et marque un but en poule face aux bafana-bafana (3-0). Un an plus tard, il fait partie du groupe vainqueur de la Copa América 2011 dont la phase finale a lieu en Argentine. Marquant deux buts en poules, il a pour coéquipiers Luis Suárez, Edinson Cavani, Fernando Muslera ou Diego Forlán. Il sera par la suite convoqué pour la Coupe des Confédérations 2013 où les uruguayens seront éliminés en demi-finales par le Brésil. Óscar Tabárez le rappelle de nouveau pour participer à la Coupe du monde 2014 au Brésil. Les uruguayens seront éliminés en huitièmes de finales par la Colombie sur un doublé de James Rodríguez. Alvaro Pereira participera ensuite à la Copa America 2015 où l'Uruguay sera éliminée en quarts-de-finale par le Chili, futur vainqueur de la compétition. Il joua sa dernière grande compétition lors de la Copa America 2016, la Celeste sortant durant les phases de poules.

### Buts en sélection
| Buts en sélection de Álvaro Pereira | Buts en sélection de Álvaro Pereira | Buts en sélection de Álvaro Pereira  | Buts en sélection de Álvaro Pereira | Buts en sélection de Álvaro Pereira | Buts en sélection de Álvaro Pereira | Buts en sélection de Álvaro Pereira |
| #                                   | Date                                | Lieu                                 | Adversaire                          | Score                               | Résultats                           | Compétitions                        |
| ----------------------------------- | ----------------------------------- | ------------------------------------ | ----------------------------------- | ----------------------------------- | ----------------------------------- | ----------------------------------- |
| 1                                   | 11 février 2009                     | Stade du 11 juin, Tripoli            | Libye                               | 3-2                                 | 3-2                                 | Match amical                        |
| 2                                   | 27 mai 2010                         | Estadio Centenario, Montevideo       | Israël                              | 2-1                                 | 4-1                                 | Match amical                        |
| 3                                   | 16 juin 2010                        | Loftus Versfeld Stadium, Pretoria    | Afrique du Sud                      | 3-0                                 | 3-0                                 | Coupe du monde 2010                 |
| 4                                   | 9 juillet 2011                      | Estadio Malvinas Argentinas, Mendoza | Chili                               | 1-0                                 | 1-1                                 | Copa América 2011                   |
| 5                                   | 12 juillet 2011                     | Estadio Ciudad de La Plata, La Plata | Mexique                             | 1-0                                 | 1-0                                 | Copa América 2011                   |
| 6                                   | 5 mars 2014                         | Wörthersee Stadion, Klagenfurt       | Autriche                            | 1-1                                 | 1-1                                 | Match amical                        |
| 7                                   | 17 novembre 2015                    | Estadio Centenario, Montevideo       | Chili                               | 2-0                                 | 3-0                                 | Éliminatoires Coupe du monde 2018   |

## Palmarès
- Vainqueur de la Coupe de Roumanie en 2009 avec le CFR Cluj
- Champion du Portugal en 2011 et 2012 avec le FC Porto
- Vainqueur de la Ligue Europa en 2011 avec le FC Porto
- Vainqueur de la Coupe du Portugal 2010 et 2011 avec le FC Porto
- Vainqueur de la Supercoupe du Portugal en 2010 avec le FC Porto
- Vainqueur de la Copa América 2011 avec l'Uruguay